# روي سوليفان
روي كليفلاند سوليفان (7 فبراير 1912 - 28 سبتمبر 1983) كان حارسا لحديقة شيناندواه الوطنية في ولاية فرجينيا. اشتهر روي بين عامي 1942 و1977 بعد تعرضه لصعقة برق في سبع مناسبات مختلفة، نجا منها بأكملها. لذلك حصل على لقب «الإنسان ناقل البرق» أو «مانع الصواعق البشري».
1. ↑  "معلومات عن روي سوليفان على موقع findagrave.com". findagrave.com. مؤرشف من الأصل في 2020-07-11.
2. ↑  "معلومات عن روي سوليفان على موقع viaf.org". viaf.org. مؤرشف من الأصل في 2020-07-23.
3. ↑  "معلومات عن روي سوليفان على موقع wikitree.com". wikitree.com. مؤرشف من الأصل في 2020-11-03.